# Oxychilus draparnaudi
Oxychilus draparnaudi (Beck, 1837) è un mollusco gasteropode polmonato terrestre della famiglia Oxychilidae.
L'epiteto specifico è un omaggio al malacologo francese Jacques Draparnaud (1772–1804).

## Distribuzione e habitat
Endemico dell'Europa centrale e solo in seguito introdotto nell'arcipelago britannico

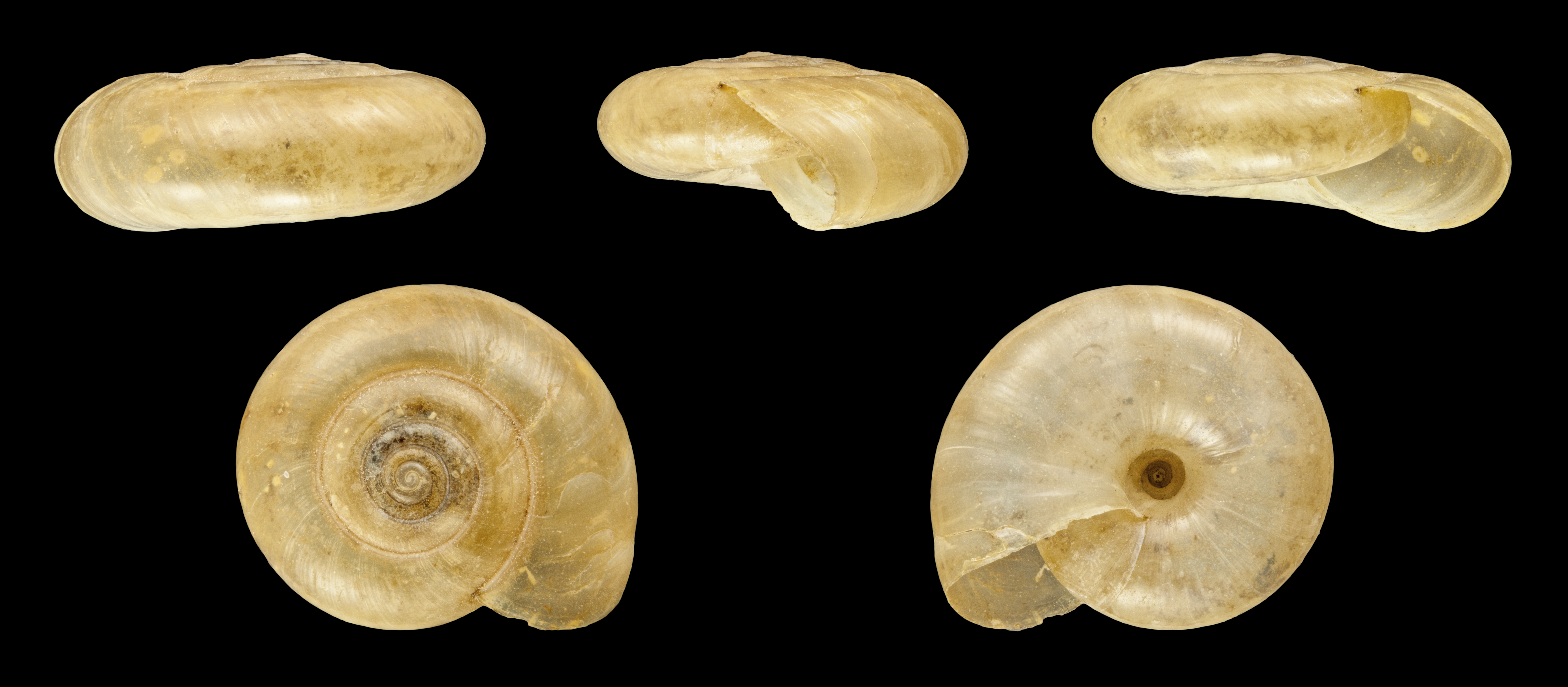